# Piri Reis
Pour les articles homonymes, voir Piri.
Piri Hacı Mehmet[réf. nécessaire], surnommé Piri Reis (vers 1480 - 1554, Le Caire), est un capitaine (« reis » en turc) puis amiral ottoman au XVIe siècle, probablement né à Karaman, dans le sud de l'actuelle Turquie.
Neveu du célèbre pirate Kemal Reis dit Camali, il est surtout connu pour son œuvre de cartographe. Lettré, il se passionnait pour les cartes et les collectionnait.

## Cartographie
En 1513 et de 1528 à 1529, il dessina deux cartes du monde, reprenant les cartes et les données de sa collection dont certaines remonteraient à l'Antiquité. La plus célèbre est celle de 1513, surnommée Carte de Piri Reis ; elle fut découverte en 1929 au Palais de Topkapı à Istanbul. La seconde est restée inachevée.
Il écrivit également un ouvrage, Kitab-ı Bahriye ou Livre de Navigation dans lequel on trouve en plus 200 cartes représentant principalement la Mer Méditerranée.

## Amiral de la flotte d'Égypte
On perd sa trace de 1529 à 1547 où il est nommé amiral de la flotte d'Égypte basée à Suez qui opère dans la mer Rouge, dans l'océan Indien ainsi que dans le golfe Persique.

### Prise d'Aden
Piri Reis reçoit en 1548 la mission de prendre Aden, ville du Yémen donnant sur l'océan Indien, qui avait été prise par les Ottomans quelques années auparavant mais était ensuite tombée aux mains de tribus arabes. Il part de Suez en avril 1548 à la tête d'une flotte de 60 bâtiments et s'empare de la ville en janvier/février 1549. En remerciement, il reçoit un zeamet (un domaine) lui fournissant une rente annuelle de 100 000 akçes.

### Départ pour Ormuz et prise de Mascate

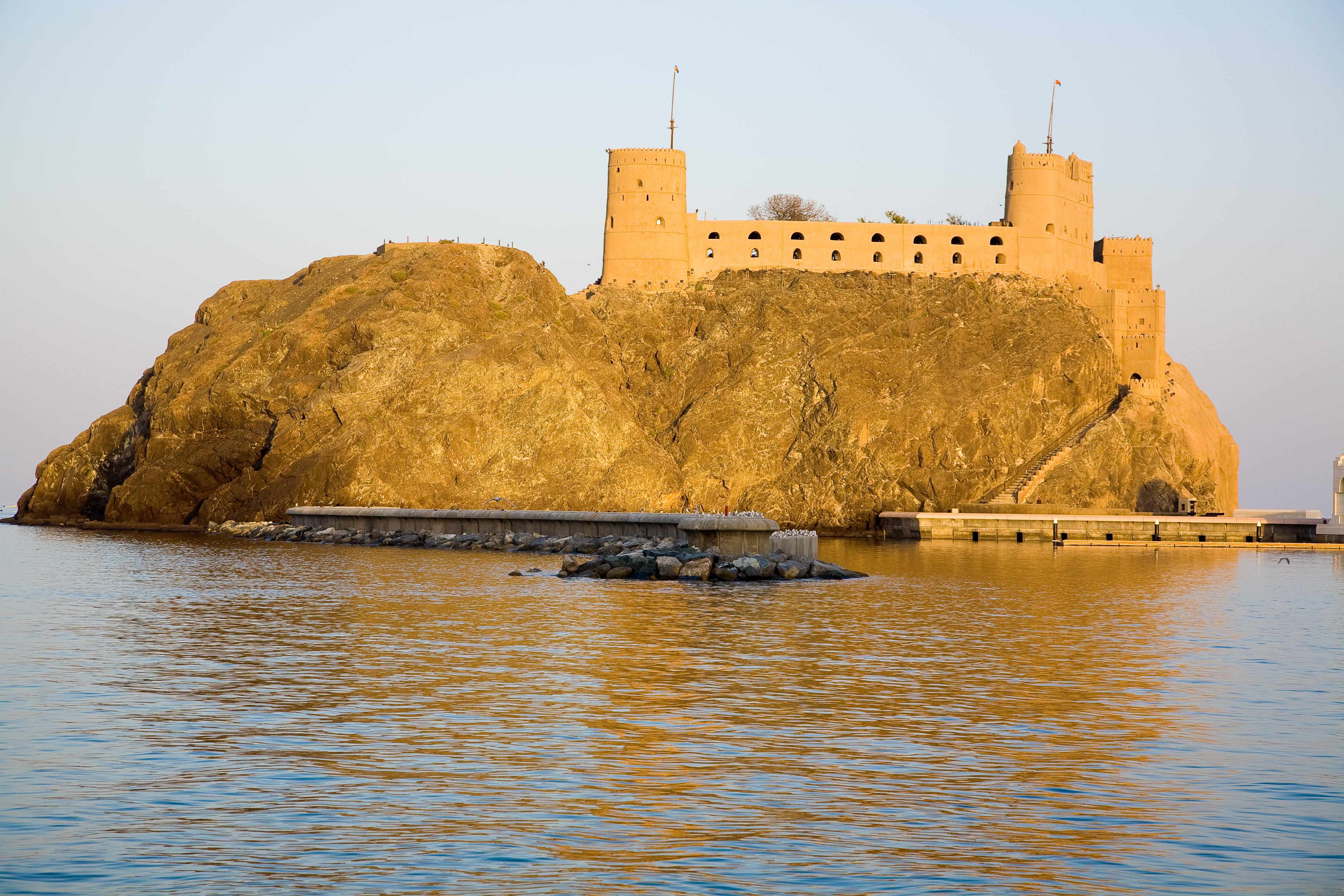
Le fort de São João à Mascate démoli par Piri Reis lors de son passage.

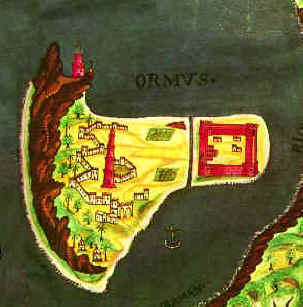
Carte d'Ormuz datant du XVII montrant le fort portugais.

L'attaque contre Ormuz est décidée par Rüstem Pacha, le grand vizir ottoman qui, alerté par les attaques portugaises lancées depuis Ormuz a pour objectif d'annihiler cette base ennemie, de manière à faire du golfe Persique un lac ottoman. Il ordonne la construction à Suez de nouveaux navires en 1550 et donne pour mission à Piri Reis de préparer une expédition contre Ormuz et l'île de Bahreïn, tributaire des Portugais,.
En avril 1552, Piri Reis prend le départ de Suez avec une flotte de 25 galères, quatre galions avec 850 soldats à leur bord. Après avoir dépassé Jeddah et le détroit de Bab el Mandeb, il fait cap vers Ras al-Hadd, une péninsule à l'entrée de la mer d'Arabie. En août, les Ottomans apparaissent au large de Mascate, importante place forte portugaise. Le fils de Piri Reis, Mehmet Rei, à la tête d'une avant-garde de cinq galères, y arrive le premier et fait bombarder la ville. Au sixième jour des bombardements, le reste de la flotte ottomane arrive et, le lendemain, le commandant portugais accepte de se rendre à condition qu'il soit permis à sa garnison de rejoindre librement Ormuz. Cependant, Piri Reis ne tient pas sa promesse, il fait prisonniers les 128 Portugais, désarme leur flotte et détruit la place forte,.

### Siège d'Ormuz, pillage de Qeshm et retraite vers Bassorah
La flotte ottomane arrive au large de l'île d'Ormuz le 19 septembre 1552, cinq mois après leur départ. Les 700 Portugais qui tiennent le fort sont préparés à l'arrivée ottomane. Ces derniers prennent rapidement la ville d'Ormuz et entament un bombardement de la position ennemie. La situation est difficile pour les deux belligérants. Les Portugais connaissent une pénurie de vivres et les Ottomans épuisés par leur long voyage manquent de poudre à canon. De plus, ils redoutent l'arrivée de renforts portugais en provenance de l'Inde. Après vingt jours de combats, Piri Reis décide de lever le siège le 9 octobre. Selon les sources portugaises, l'amiral jette ensuite son dévolu sur l'île voisine de Qeshm, rançonnant les riches marchands qui y sont établis.
Fin octobre, les Ottomans font cap vers Bassorah au fond du golfe Persique. Durant la même période, les autorités de l'Inde portugaise averties de la campagne ottomane décident de mener une contre offensive. Affonso de Noronha part de Goa pour Ormuz à la tête d'une flotte de 80 navires dont 30 de grande taille. À son arrivée à Diu sur la côte du Gujarat, il apprend que les Ottomans ont fait retraite à Bassorah et décide de ne pas se rendre en personne à Ormuz, et d'y envoyer son neveu, Dom Antao de Noronha, à la tête d'une flotte de 12 bateaux de grande taille et 28 autres navires. Lorsqu'il arrive à destination en novembre 1552, il ne peut que constater la violence de l'attaque ottomane, cause de nombreuses destructions à Ormuz.

### Retour à Suez et exécution de Piri Reis

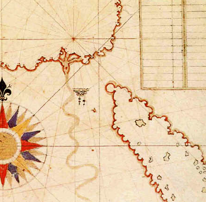
Suez au fond de la mer Rouge tel que représenté dans le portulan Kitab-ı Bahriye (1521-1525) de Piri Reis.

Lorsque Piri Reis arrive à Bassorah, il se trouve confronté au beylerbey (gouverneur) de la province Kubad Pacha avec qui il s'entend mal. Piri Reis décide de se rendre au plus vite en Égypte, il reprend le départ pour Suez avec seulement trois galères rapides, laissant le gros de sa flotte à Bassorah. L'amiral ottoman est, malgré ses explications, décapité au Caire en 1554 sur ordre du sultan en raison de ses échecs.
Selon Svat Soucek, cet enchaînement qui conduit à la mise à mort de Piri Reis s'explique par l'animosité entre l'amiral et le gouverneur qui découle du fait que le commandant de la flotte reproche au beylerbey de ne pas avoir envoyé les renforts promis pour la conquête d'Ormuz, en particulier la poudre à canon et d'avoir, ainsi, une responsabilité importante dans l'échec ottoman. De ce fait, pour couvrir ses propres manquements, il est fait l'hypothèse que le rapport que Kubad Pacha envoie à Istanbul est particulièrement défavorable.
Piri Reis serait ainsi reparti précipitamment vers Suez afin de pouvoir donner sa propre version des faits, laissant le reste de ses navires à Bassorah par crainte que la flotte portugaise des Indes, dont il a encore des raisons de craindre la présence dans le golfe, détecte une formation trop importante et engage le combat. Svat Soucek indique aussi que deux accusations graves courent sur le compte de l'amiral ayant eu une possible influence sur le verdict. Il est accusé d'avoir rançonné les habitants de Qeshm après son échec à Ormuz, élément corroboré par leur plainte ultérieure auprès des autorités ottomanes, et, surtout, d'avoir été acheté par les Portugais afin qu'il lève son siège.
La véracité de cette rumeur est vivement mise en doute par le chroniqueur İbrahim Peçevi (1572–1650) qui met en avant l'attachement prouvé tout au long de sa vie par l'amiral à la maison ottomane et à la défense de l'islam. Giancarlo Casale met, quant à lui, le départ précipité de Piri Reis sur le compte d'une crise de confiance liée à son âge avancé (il a alors selon certaines sources 90 ans), sa méconnaissance de ces mers et une grande déception en raison de son échec face aux Portugais.